# Karnulu (dystrykt)

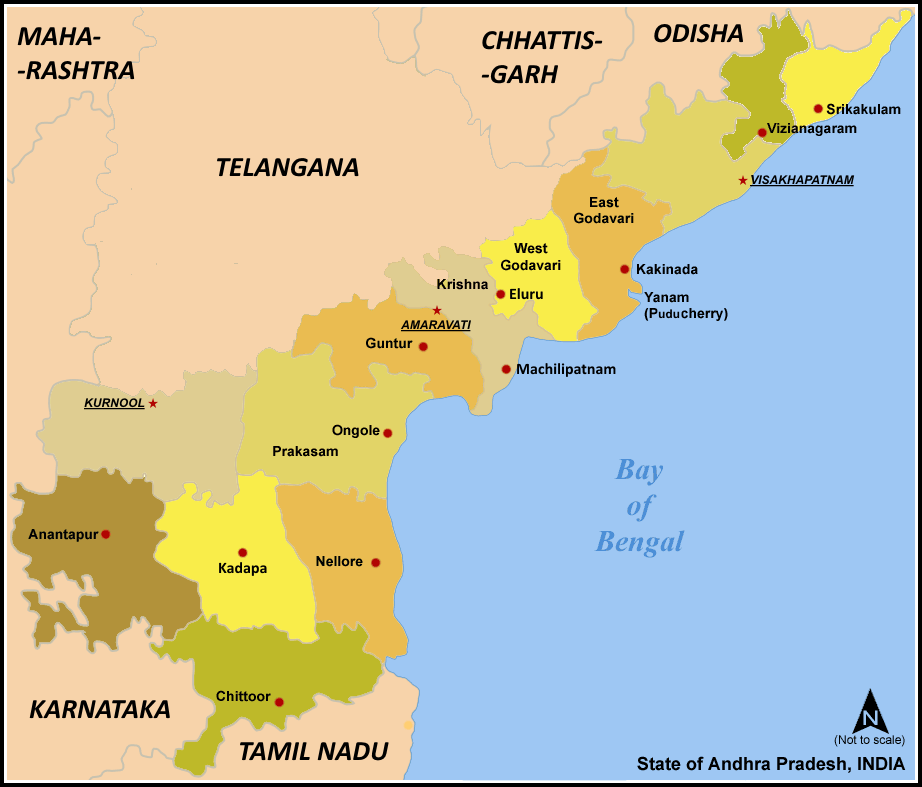
Dystrykty Stanu Andhra Pradesh.

Karnulu (dystrykt) – jeden z dwudziestu trzech dystryktów indyjskiego stanu Andhra Pradesh, o powierzchni 17 700 km². Populacja tego dystryktu wynosi 3 524 073 osób (2004), stolicą jest miasto Karnulu. 

## Położenie
Na zachodzie graniczy ze stanem Karnataka, od północy z dystryktem Mahabubnagar, od wschodu z Prakasam a na południu sąsiaduje z dystryktami Anantapur i Kadapa.